# Adama Traoré (1990)
Adama Traoré (Bondoukou, 3 februari 1990) is een Ivoriaans voetballer die bij voorkeur als linksback speelt. Hij tekende in 2016 bij FC Basel. In 2015 debuteerde Traoré voor Ivoorkust.

## Clubcarrière
Traoré speelde in de jeugd bij Celtic Football Academie de Bondoukou en École de Football Yéo Martial. In 2009 verhuisde hij naar Australië, waar hij voor Gold Coast United en Melbourne Victory zou voetballen. In 2015 trok de linksback naar het Portugese Vitória SC. In januari 2016 plukte FC Basel hem weg voor anderhalf miljoen euro. Traoré debuteerde op 22 februari 2015 in de Zwitserse Super League tegen BSC Young Boys. Zijn eerste competitietreffer volgde op 1 augustus 2015 tegen FC Sion.

## Interlandcarrière
Op 6 september 2015 debuteerde Traoré voor Ivoorkust in de kwalificatiewedstrijd voor de Afrika Cup tegen Siera Leone.

## Erelijst
FC Basel
- Raiffeisen Super League

2016, 2017